# Alain le Roux
Pour les articles homonymes, voir Le Roux et Alain Le Roux.
Alain le Roux (Alan Rufus ou Alan the Red en anglais) (vers 1040 – 4 août 1093), lord de Richmond, fut un noble breton qui participa à la conquête normande de l'Angleterre et en devint l'un des plus riches barons. Il est appelé le Roux à cause de la couleur de ses cheveux et pour le distinguer de son neveu Alain le Noir.

## Biographie

### Famille
Il est le second fils d'Éon Ier († 1079), comte de Penthièvre, régent du duché de Bretagne entre 1040 et 1056, et d'Agnès de Cornouaille, fille du comte de Cornouaille Alain Canhiart. Il est donc issu d'une branche cadette des ducs de Bretagne, et comme son père domine une grande partie du territoire breton de 1040 à 1056, il a le droit d'être désigné par le titre honorifique de comte Alain de Bretagne. Il est aussi cousin au troisième degré de Guillaume le Conquérant, par Havoise de Normandie.
Il a souvent été confondu avec Alain Fergent, duc de Bretagne de 1084 à 1112, et avec Alain Canhiart, comte de  Cornouaille (mort en 1058), son grand-père. E. A. Freeman, historien pourtant réputé du début du XXe siècle, le confond avec Fergent tout le long de son œuvre. Wace, le poète du XIIe siècle, l'a aussi confondu avec Alain Fergent dans son Roman de Rou.

### Conquête de l'Angleterre
Il est probablement recruté au service de Guillaume le Conquérant avant 1066. Il est très probable qu'il participe à la bataille de Hastings (1066), avec son frère Brian, durant laquelle une division bretonne aurait été sous son commandement ou sous celui de son frère Brian. Dans son poème Lestorie des Engles (écrit enter 1135 et 1147), Geoffroy Gaimar lui consacre vingt vers et affirme sa présence à la bataille. Wace le place sur l'aile gauche de l'armée, mais il le nomme Alain Fergent, ce qui est clairement une confusion.
En 1069, son frère Brian aide à repousser une attaque des fils du défunt roi Harold II sur Exeter, puis retourne en Bretagne. Alain le Roux devient alors le chef de file des Bretons d'Angleterre.
Il est un témoin fréquent des chartes du roi, et un membre du cercle des conseillers les plus proches dont la présence est fréquemment requise. Son importance est parfois sous-estimée, car en tant que baron parfaitement loyal au roi, il apparaît peu dans les chroniques contemporaines.
En récompense, le Conquérant lui donne de très nombreuses terres dans le Yorkshire qui appartenaient, avant la campagne dans le Nord de 1069-1070, au comte Edwin de Mercie († 1071). En 1086, à la rédaction du Domesday Book, il a 440 seigneuries réparties dans 11 comtés. La majeure partie de ses possessions est concentrée dans le Yorkshire, le Lincolnshire, l'Est-Anglie, et le sud-ouest. Les premières terres qu'il reçoit sont probablement dans le Cambridgeshire.

### L'Honneur de Richmond
Dans le Yorkshire, ses terres (environ 200 seigneuries) forment un très important ensemble compact, ce qui est inhabituel pour l'époque. En général, le Conquérant donnait à ses vassaux des terres dispersées afin qu'en cas de rébellion ils ne puissent les protéger facilement. Cet ensemble, nommé « honneur de Richmond », est l'un des trois plus grands ensembles féodaux créés par le Conquérant. Il comprend 199 seigneuries et 43 autres propriétés, et permet à Alain le Roux d'établir une force militaire puissante dans le nord-ouest du Yorkshire, à la jonction des principales routes venant d'Écosse et entrant dans la vallée d'York. Cet honneur est si important qu'il forme aujourd'hui le Richmondshire. Alain le Roux est ainsi parfois considéré comme comte de Richmond, bien que n'ayant jamais été créé ainsi par le Conquérant.
Certaines de ses terres avaient appartenu à l'anglo-breton Raoul de Gaël, comte d'Est-Anglie, qui les avait perdues lors de sa révolte en 1075.
Ces terres font de lui le troisième plus riche baron laïc d'Angleterre, juste devant Guillaume Ier de Warenne. Il a été calculé que ses terres rapportent annuellement 1 200 livres d'argent. Les terres qu'il tient pour lui-même lui rapportent 770 livres, le reste est inféodé à des sous-tenants.
Son honneur fut l'un de ceux qui exista le plus longtemps. Alors que les deux honneurs plus importants que le sien n'existaient plus en 1104, le sien sera tenu par les descendants de son frère Étienne Ier de Penthièvre, devenus ducs de Bretagne, jusqu'en 1399.

### Fin de vie

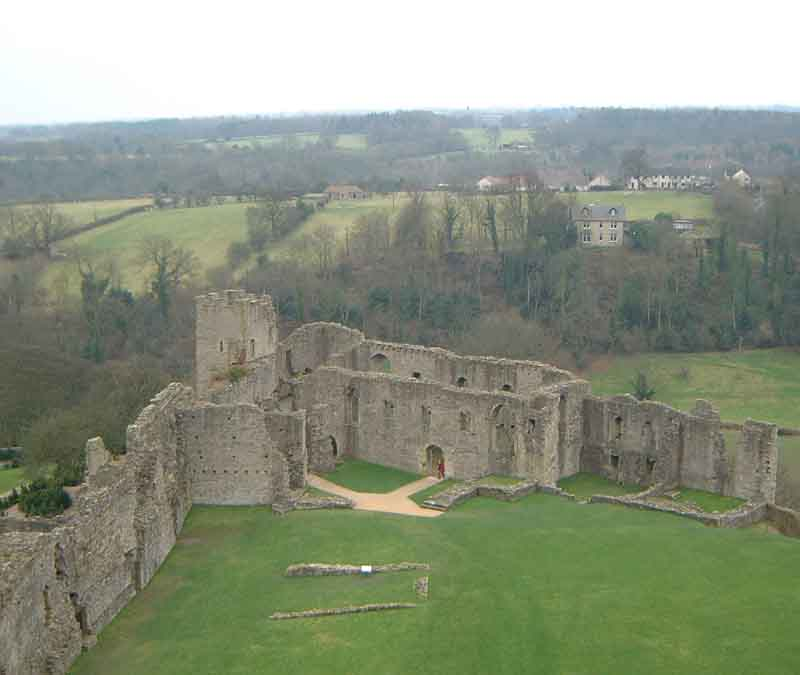
Murs du château de Richmond, vus depuis le donjon du XIIe siècle.

Il fait construire le château de Richmond qui domine la rivière Swale, à partir de 1071. Le château sera le point central de son honneur et lui donnera son nom.
Vers la fin du règne du Conquérant, il commande l'armée royale qui assiège Hubert de Beaumont-au-Maine, vicomte du Maine retranché dans son château de Sainte-Suzanne. Le siège durera trois ans, et Alain le Roux sera entre-temps remplacé à la tête de cette armée par un autre Breton.
À la mort du Conquérant, il reste fidèle à son fils et successeur Guillaume le Roux. Il l'aide à conserver son trône durant la rébellion de 1088, et est un acteur important du procès de l'évêque de Durham Guillaume de Saint-Calais qui s'ensuit.
À l'été 1093, le roi Malcolm III d'Écosse semble avoir prévu de lui donner sa fille Mathilde (ou Édith) d'Écosse en mariage. Toutefois, ce n'est pas certain. Alors qu'il lui rend visite avec Alain le Roux, le roi se rend compte que sa fille porte le voile. Il le lui arrache et déclare qu'il préférerait la voir mariée avec le comte que nonne. Cette remarque peut sembler sarcastique, mais peut aussi être le reflet d'une véritable intention. Quoi qu'il en soit, ce mariage n'aura jamais lieu car Alain le Roux enlève la nonne Gunhilde, une fille illégitime du roi Harold II d'Angleterre, du couvent de Wilton. Édith sera convoitée par Guillaume II de Warenne, et épousera finalement Henri Ier d'Angleterre alors que celui-ci vient tout juste de s'emparer du trône d'Angleterre.
Alain Le Roux fonde encore l'abbaye bénédictine Sainte-Marie d'York, et y fait construire une grande église de style roman,. Il fonde aussi un prieuré à Swavesey dans le Cambridgeshire.
Il meurt sans descendance le 4 août 1093, et est inhumé à l'abbaye de Bury St Edmunds dont il était un bienfaiteur. Ses restes seront plus tard transférés à l'abbaye Sainte-Marie, à la demande des moines du lieu. Son frère Alain le Noir lui succède dans ses possessions, et devient aussi le compagnon de Gunhilde, mais il meurt peu de temps après en 1098. L'honneur de Richmond passe alors à son dernier frère Étienne Ier comte de Penthièvre, qui a réussi à réunir les possessions bretonnes et anglaises de la famille.

## L'homme le plus riche d'Angleterre de tous les temps?
Dans un livre intitulé The Richest of the Rich (Les plus riches des riches), Philip Beresford et William D. Rubinstein désignent Alain le Roux comme le particulier le plus riche d'Angleterre de tous les temps. Leur calcul montre qu'en valeur actuelle, sa fortune serait de 81,33 milliards de livres sterling (soit 117 milliards d'euros). Guillaume Ier de Warenne, qui arrive deuxième dans cette étude, avait été lui aussi désigné ainsi en 2000.
Le calcul est certes spécieux – les quinze premiers du classement vécurent au Moyen Âge, mais démontre que les possessions d'Alain le Roux étaient gigantesques.